# Bella Rosenfeld
Bella Rosenfeld Chagall, ros. Бэлла Розенфельд-Шагал (ur. 15 listopada 1895 w Witebsku, zm. 2 września 1944 w stanie Nowy Jork) – pisarka pochodzenia żydowskiego z Białorusi, pierwsza żona malarza Marca Chagalla.

## Życiorys
Urodziła się w zamożnej chasydzkiej rodzinie jubilera Szmula Noego i Ałty Rosenfeldów. Była najmłodszym z ośmiorga dzieci. Uczyła się w gimnazjum żeńskim Aleksiejewskiej, gdzie opanowała język francuski i niemiecki. Wysokie wyniki w nauce zaowocowały srebrnym medalem, co dało jej szansę na dalsze kształcenie. Studiowała na Wydziale Filozoficzno-Historycznym Uniwersytetu w Petersburgu. Specjalizowała się w rosyjskiej literaturze, studiowała psychologię, logikę, historię filozofii. Uczęszczała też na zajęcia aktorskie w studiu Stanisławskiego. Współpracowała z moskiewską gazetą „Jutro Rosji”. W listopadzie 1913 zdała egzaminy maturalne, w lutym 1914 obroniła pracę dyplomową i uzyskała dyplom.
W 1909 poznała Marca Chagalla. Miała być to miłość od pierwszego wejrzenia. Pomimo sprzeciwów rodziny Belli, po latach utrzymywania kontaktu korespondencyjnego, pobrali się w 1915. Zamieszkali w Witebsku, następnie w Petersburgu. Bella zarzuciła karierę akademicką i aktorską, by oddać się wychowaniu córki Idy, którą urodziła w 1916. Dwa lata później rodzina wróciła do Witebska. Następnie przenieśli się do Moskwy, w 1923 do Paryża. Rodzina podróżowała po Francji w związku z wystawami malarza. W 1931 Bella i Marc spędzili czas w Palestynie. W 1941 małżonkowie zdecydowali się na ucieczkę do Stanów Zjednoczonych.
W 1922 Bella zredagowała i przetłumaczyła autobiografię męża z rosyjskiego na francuski (Ma Vie, 1931; ang. tłum., My Life, 1960). We Francji w 1939 napisała w jidysz Brenendike Likht. Praca została opublikowana po angielsku w 1946 jako Burning Lights. Córka Ida przetłumaczyła teksty z jidysz na francuski, a mąż Belli zrobił ilustracje i napisał posłowie. Do pisania w jidysz skłoniły Bellę wizyty w Palestynie w 1931 i Wilnie w 1935.
Bella zmarła z powodu infekcji bakteryjnej gardła albo, co bardziej prawdopodobne, cukrzycy. Komitet Żydowskich Pisarzy, Artystów i Naukowców zorganizował w Carnegie Hall wieczór jej poświęcony. Wzięło w nim udział około 200 przyjaciół i znajomych rodziny.
Bella była najważniejszą muzą Marca Chagalla, bohaterką wielu jego obrazów.

## Prace
- First Encounter, ISBN 0-8052-3768-2
- The Burning Lights, ISBN 0-930395-26-3